# Nissim Dahan

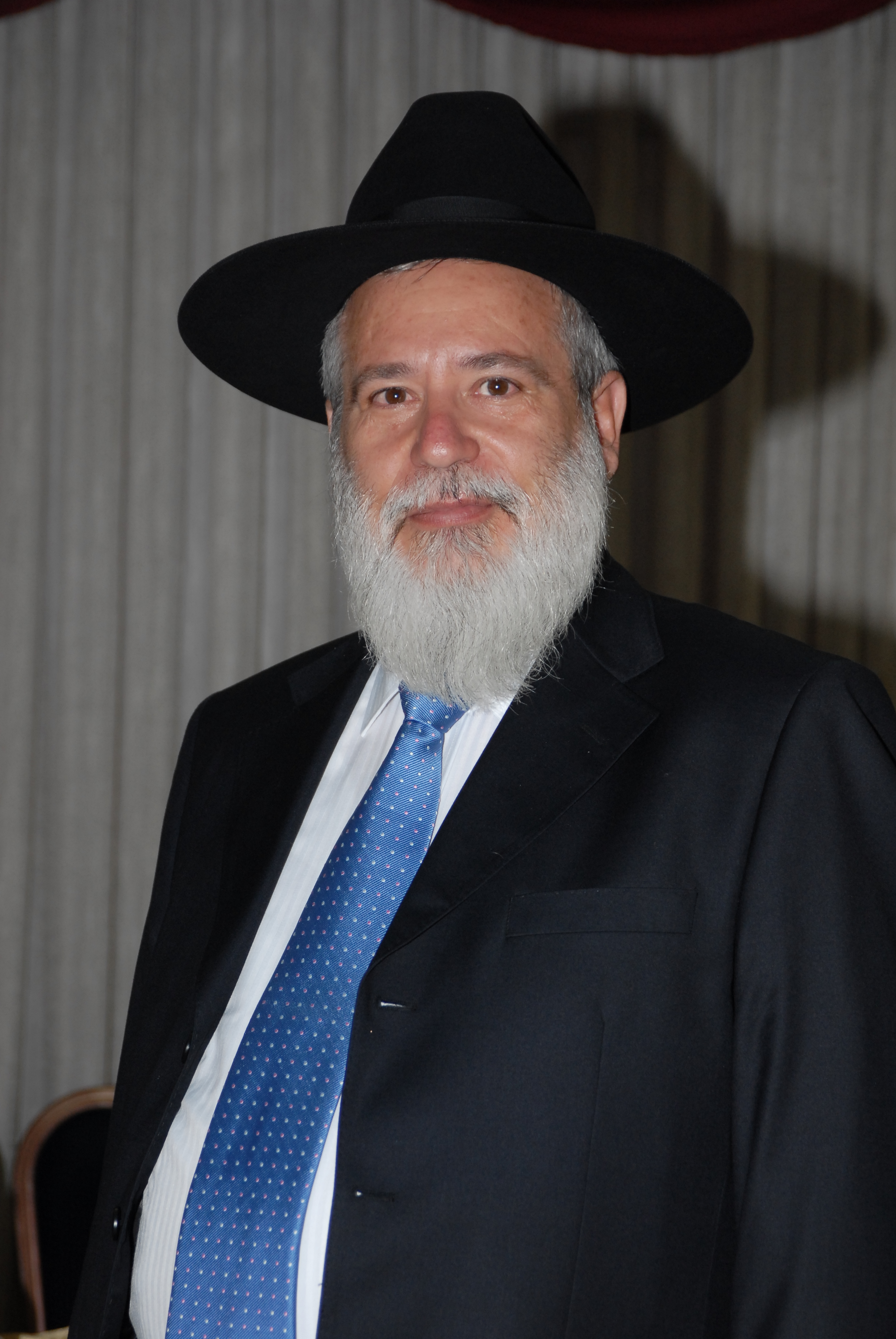
Nissim Dahan

Nissim Dahan (hebräisch נסים דהן; * 7. Mai 1954 in Marokko) ist ein ehemaliger israelischer Politiker von Schas der vom 7. März 2001 bis 23. Mai 2002 sowie vom 3. Juni 2002 bis 28. Februar 2003 Gesundheitsminister war. Zudem war er über drei Jahre lang auch als Mitglied der Jerusalem Development Authority (hebräisch הרשות לפיתוח ירושלים), oder JDA tätig.